# Rafael Gómez Nieto
Rafael Gómez Nieto (Adra, Andaluzia, 29 de janeiro de 1921 — Estrasburgo, 31 de março de 2020) foi um soldado espanhol, veterano da Guerra Civil Espanhola e da Segunda Guerra Mundial.
Morreu em 31 de março de 2020, vítima de COVID-19.